# DM i håndbold 1955-56 (mænd)
Danmarksmesterskabet i håndbold for mænd 1955–56 var det 20. Danmarksmesterskab i håndbold for mænd afholdt af Dansk Håndbold. Mesterskabet blev afviklet som en landsdækkende liga (1. division) bestående af ti hold, der spillede dobbeltturnering alle-mod-alle. Turneringen blev vundet af oprykkerne Handelsstandens Gymnastikforening, som dermed vandt mesterskabet for syvende gang. Sølvmedaljerne gik til Helsingør IF, mens bronzemedaljerne blev vundet af de forsvarende mestre Aarhus KFUM.
HG's mesterhold bestod af Knud Sørensen, Erik Wilbek, Jørgen Jørgensen, Egon Rasmussen, Knud Lundberg, Preben Marott, Ole Halskov, Mogens Nielsen, John Stege og Jørgen Nyhuus.

## Danmarksturneringen
Tiende sæson af Danmarksturneringen i håndbold bestod af to divisioner med i alt 19 hold.

### 1. division
Sæsonen 1955-56 var den tiende sæson i 1. division. Ti hold spillede en dobbeltturnering alle-mod-alle om Danmarksmesterskabet. De to lavest placerede hold skulle oprindeligt være rykket ned i 2. division, men i marts 1956 vedtog Dansk Håndbold at udvide 1. division fra 10 til 12 hold, og dermed blev den ordinære nedrykning suspenderet.
| Plac. | Hold                  | Kampe | Mål     | Point |
| ----- | --------------------- | ----- | ------- | ----- |
| 1.    | HG (O)                | 18    | 385-252 | 31    |
| 2.    | Helsingør IF          | 18    | 430-326 | 28    |
| 3.    | Aarhus KFUM (M)       | 18    | 369-362 | 22    |
| 4.    | Svendborg HK          | 18    | 366-399 | 19    |
| 5.    | Tarup HK              | 18    | 347-328 | 19    |
| 6.    | AGF                   | 18    | 318-320 | 19    |
| 7.    | USG                   | 18    | 286-311 | 19    |
| 8.    | IF Ajax               | 18    | 335-314 | 18    |
| 9.    | Vejlby-Risskov IK (O) | 18    | 265-359 | 8     |
| 10.   | Efterslægtens BK      | 18    | 324-455 | 3     |

### 2. division
Sæsonen 1955-56 var den fjerde sæson i 2. division, og ni hold spillede en enkeltturnering alle-mod-alle. De to bedst placerede hold rykkede op i 1. division. Ingen hold rykkede ned på grund af udvidelsen af 2. division fra ni til 24 hold.
| Plac. | Hold             | Kampe | Mål     | Point |
| ----- | ---------------- | ----- | ------- | ----- |
| 1.    | Schneekloth      | 8     | 127-960 | 14    |
| 2.    | Ringsted IF (N)  | 8     | 191-144 | 12    |
| 3.    | Politiets IF (O) | 8     | 173-158 | 12    |
| 4.    | AIA (N)          | 8     | 142-142 | 9     |
| 5.    | KH               | 8     | 152-152 | 8     |
| 6.    | Aarhus Fremad    | 8     | 149-169 | 6     |
| 7.    | Aalborg HK       | 8     | 147-170 | 4     |
| 8.    | Aarhus 1900      | 8     | 163-168 | 4     |
| 9.    | Nakskov HK       | 8     | 146-175 | 3     |